# Begonia princeps
Begonia princeps là một loài thực vật có hoa trong họ Thu hải đường. Loài này được (Klotzsch) A.DC. mô tả khoa học đầu tiên năm 1861.